# Patrik Mijić
Patrik Mijić (* 4. November 1998 in Slavonski Brod) ist ein kroatischer Fußballspieler.

## Karriere
Mijić wechselte zur Saison 2018/19 vom NK Željezničar Slavonski Brod zum NK Oriolik. Im Januar 2020 schloss er sich dem NK Omladinac Gornja Vrba an. Zur Saison 2020/21 wechselte er zum Zweitligisten Međimurje Čakovec. In seinem ersten Halbjahr in der 2. HNL kam er zu 15 Einsätzen, in denen er sechs Tore erzielte. Im Februar 2021 wechselte er innerhalb der Liga zur Reserve von Dinamo Zagreb. Für Dinamo II kam er bis Saisonende zu 15 Zweitligaeinsätzen und drei Treffern. Zur Saison 2021/22 wechselte er zum Ligakonkurrenten NK Sesvete. Für Sesvete absolvierte er bis zur Winterpause zehn Zweitligapartien.
Im Februar 2022 wechselte Mijić zum österreichischen Zweitligisten FC Dornbirn 1913. Sein Debüt in der 2. Liga gab er im selben Monat, als er am 17. Spieltag der Saison 2021/22 gegen den SKU Amstetten in der Startelf stand. Für Dornbirn kam er bis Saisonende zu 14 Zweitligaeinsätzen, in denen er sieben Tore erzielte. Nach der Saison 2021/22 verließ er den Verein wieder.
Daraufhin wechselte er zur Saison 2022/23 zum Ligakonkurrenten SV Horn, bei dem er einen bis Juni 2023 laufenden Vertrag unterschrieb. Für Horn kam er zu 26 Einsätzen, in denen er siebenmal traf. Nach der Saison 2022/23 verließ er Horn. Zur Saison 2023/24 wechselte er dann in die Slowakei zum Erstligisten FC Zlaté Moravce. Für Zlaté Moravce absolvierte er 14 Partien in der 1. liga, in denen er ohne Treffer blieb.
Im Januar 2024 wechselte er nach Slowenien zum NK Rogaška. Für Rogaška kam er bis Saisonende zu 17 Einsätzen in der 1. SNL, in denen er elfmal traf. Nach der Saison 2023/24 wurde dem Klub allerdings die Lizenz für die höchste Spielklasse entzogen. Im Anschluss daran kehrte Mijić zur Saison 2024/25 nach Österreich zurück und schloss sich dem Bundesligisten TSV Hartberg an, bei dem er einen bis 2027 laufenden Vertrag erhielt.